# 반월당역
반월당(스타 법무법인)역(Banwoldang(Star Law Flim)Station, 半月堂驛)은 대한민국 대구광역시 중구 덕산동 중앙대로와 달구벌대로에 있는 대구 도시철도 1호선과 2호선 최초의 지하 환승역이며, 대구 도시철도 1호선을 총괄한 대구교통공사 CS1본부가 소재한 역이다. 또한 전국에서 출구 개수가 가장 많다.

## 개요
대구 도시철도 최초의 지하 환승역이며, 대구 1·2호선의 모든 역을 통틀어 이용객 수가 가장 많다. 1호선은 중앙대로에, 2호선은 달구벌대로에 있다.

## 특징
- 대구 도시철도 2호선 개통과 함께 인근 쇼핑 센터와 연계되는 지하 주차장과 푸드 코트, 만남의 광장 등을 갖춘 대규모 환승 센터 겸 지하 상가인 반월당 지하 쇼핑센터가 조성되어 있으며, 이로 인해 대한민국 도시 철도 역들 중 가장 많은 23개의 출구를 갖게 되었고, 2호선 반월당역은 봉산육거리 인근까지 출구가 설치되어 있다.
- 반월당역은 2호선에서 1호선으로 갈아탈 때 설화명곡 방면과 안심 방면 승강장으로 향하는 환승 통로가 서로 반대쪽에 위치해 있으며, 환승 통로가 역 구내 양 끝쪽 대각선 모양으로 가로질러 가게 되어 있고, 환승 통로 중앙에는 나가는 곳과 연결된 게이트(환승 통로 중간에 있는 게이트는 2호선의 것으로 간주)가 설치되어 있는 구조를 지니고 있다. 따라서 2호선 측 게이트를 통해 1호선과 2호선을 함께 이용할 수 있다. 다만, 1호선의 게이트는 횡단할 수 없는 구조로 되어 있기 때문에, 방향을 잘못 틀었을 경우에는 2호선 승강장을 횡단하여 건너가야 하는 단점이 있다. 따라서 반월당 지하상가에서 1호선을 승차하려면 방면을 확인하고 타야 한다.
- 2호선 반월당역 진입 직전 (영남대 방면 맨 뒤) 회차선과 1호선 명덕역을 잇는 연결 선로가 있으며, 이 선로를 이용하여 2호선 열차가 1호선 차량기지 월배차량사업소로 이동하여 중검수를 받는다.
- 대구 도시철도 유실물 센터가 이 역 구내에 있으며, 1, 2, 3호선에서 습득된 유실물을 모두 이 유실물 센터에서 관리한다.

## 역명의 유래
이 역의 이름은 반월당이라는 대구 최초의 백화점이 있었던 지역인 데서 유래한다. 2018년 12월 1일부터 에필성형외과라는 새로운 부역명이 있었으나, 부역명 계약 만료로 인해 2023년 6월 1일 에필성형외과 방송이 삭제됐다.

## 연혁
- 1997년 11월 26일: 대구 도시철도 1호선 개통과 함께 영업 개시
- 2003년 2월 18일: 대구 지하철 화재 참사로 인하여 8개월 동안 영업 중단
- 2003년 10월 21일: 중앙로역 무정차 통과 방식으로 참사 8개월 만에 영업 재개
- 2005년 10월 18일: 대구 도시철도 2호선 개통과 함께 환승역이 됨
- 2009년 5월 29일: 스크린도어 설치
- 2018년 12월 1일: 부역명 에필성형외과 병기
- 2022년 4월 1일: 부역명 에필성형외과 삭제
- 2023년 9월 1일: 부역명 스타 법무법인 병기

## 역 구조
1호선은 2면 2선 상대식에 벽면 색상은 보라색이고, 2호선은 1면 2선 섬식 승강장에 기둥 색상은 분홍색이며, 두 노선 승강장에 스크린도어가 설치되어 있다. 출구는 1호선 1~3·23번 출구와 2호선 4~22번 출구가 있으며, 이는 대한민국 전철역 중 출구 수가 총 23개로 가장 많다. 1호선은 개찰구가 방향별로 분리되어 있지만, 2호선 환승통로를 이용하면 반대편 승강장으로 이동할 수 있고, 2호선은 승강장에서 반대방면 열차로 탑승 할 수 있다.

### 1호선 승강장
| 명덕 ↑   |
| \| 상    |
| ↓ 중앙로 |

| 상행 | ● 대구 도시철도 1호선 | 명덕 · 서부정류장 · 설화명곡 방면    |
| 하행 | ● 대구 도시철도 1호선 | 중앙로 · 동대구역 · 안심 · 하양 방면 |

### 2호선 승강장
| 청라언덕 ↑ |
| 하 상 \|   |
| ↓ 경대병원 |

| 상행 | ● 대구 도시철도 2호선 | 두류 · 용산 · 문양 방면   |
| 하행 | ● 대구 도시철도 2호선 | 범어 · 사월 · 영남대 방면 |

## 역 주변
| 나가는 곳 | 방면 |
| --------- | --- |
| 1         | 삼정그린코아 남산2동행정센터 SK 허브스카이 동부교육청 남문시장 국민은행 남산동지점 |
| 2         | 대구초등학교 대구향교 대구제일중학교 |
| 3         | 하나은행 대구중앙지점 |
| 4         | 동아쇼핑센터 대구적십자병원 대구약령시장 덕산시장 삼성금융프라자 국민연금공단 YMCA |
| 5         | 봉산문화회관 봉산뜨란채 대구초등학교 미래에셋증권 대구지점 대구학원 대구제일중학교 |
| 6         | 대구초등학교 대구유아교사문화원 |
| 7         | 대구초등학교 |
| 8         | 대구초등학교 봉산성결교회 |
| 9         | 경북사범대학교 부설초등학교 봉산문화예술회관 |
| 10        | 야시골목 소주골목 현대스위스상호저축은행 신한은행 신한프리미어 PWM대구센터 |
| 11        | 소주골목 동성로 |
| 12        | 성내1동행정복지센터 금융결제원 대구사무소 한국 씨티은행 대구지점 외환은행 반월당지점 신한은행 대구지점 갤러리존 대구치과의사회                                                                   |
| 13        | 중앙치안센터 우리은행 대구지점 대구백화점 IM뱅크 동성로지점 하나은행 동성로지점 우리투자증권 대구센터 아카데미시네마 복음보청기                                                                  |
| 14        | 동아백화점 성내2동 행정복지센터 국민연금관리공단 동대구지사 약령시장 경신정보과학고등학교 YMCA IM뱅크 반월당지점 농협 중앙회 대구중앙지점 국민은행 대구지점 영풍문고 삼성생명빌딩 쎈추럴관광호텔 |
| 15        | 삼성생명 빌딩 동아백화점 떡전골목 덕산시장 염매시장 |
| 16        | 동아백화점 |
| 17        | 동아백화점 염매시장 덕산시장 |
| 18        | 현대백화점 더현대 대구 성내2동행정복지센터 대구약령시문화거리 |
| 19        | 대구동부교육지원청 남산2동행정복지센터 |
| 20        | 대구동부교육지원청 알리안츠생명 대구적십자병원 |
| 21        | 남산2동행정복지센터 대구동부교육지원청 기업은행 덕산지점 천주교순교성지대구관덕정 국민건강보험공단 대구중부지사 알리안츠생명 대구지점 동양금융센터빌딩 우리투자증권 대구MMC                      |
| 22        | 남문시장 삼정그린코아 SK 허브 스카이 남문아파트 국민은행 남산동지점 농협 농협중앙회 반월당지점 신협 보현사 신협 본점 농협 반월당지점                                                             |
| 23        | 반월메디컬타워 매일신문 |

## 사진

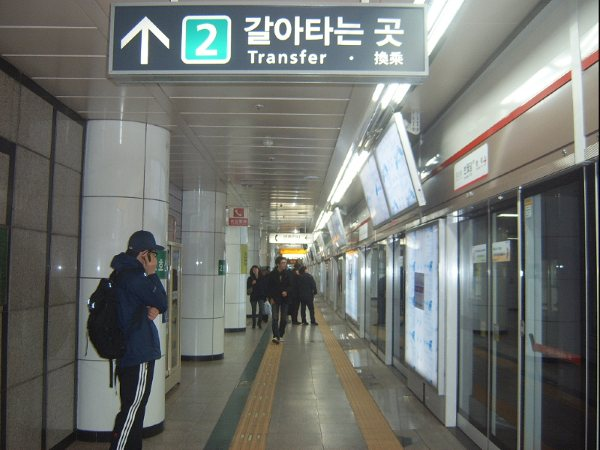
1호선 승강장
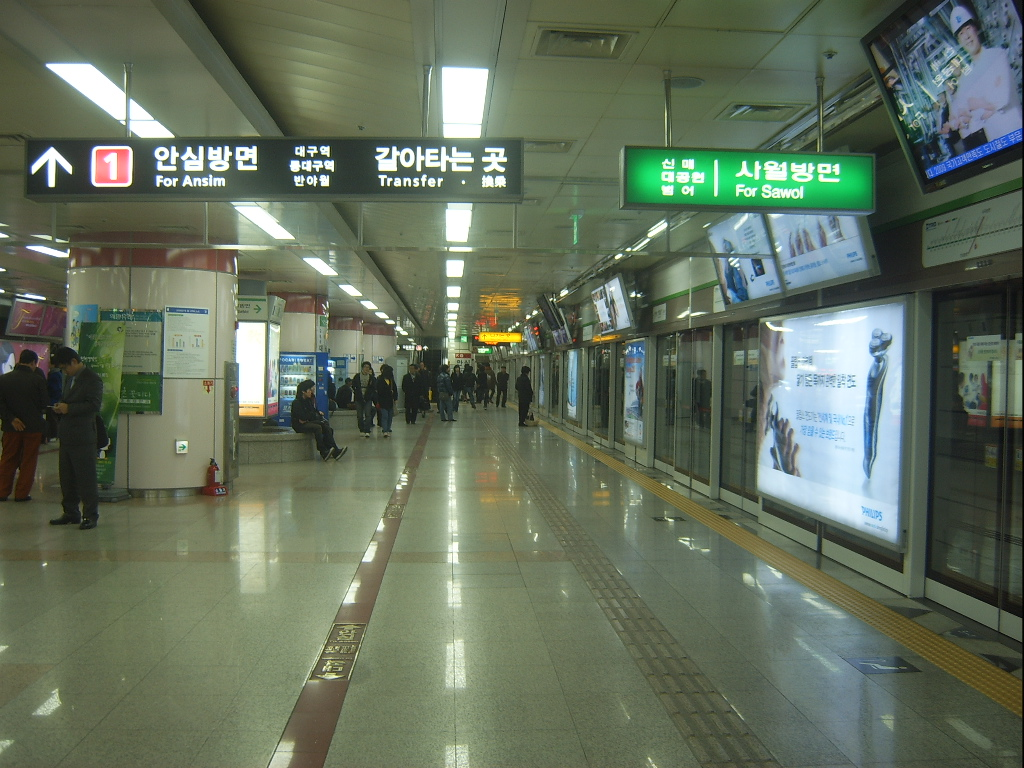
2호선 승강장(영남대역 연장 전)
개찰구
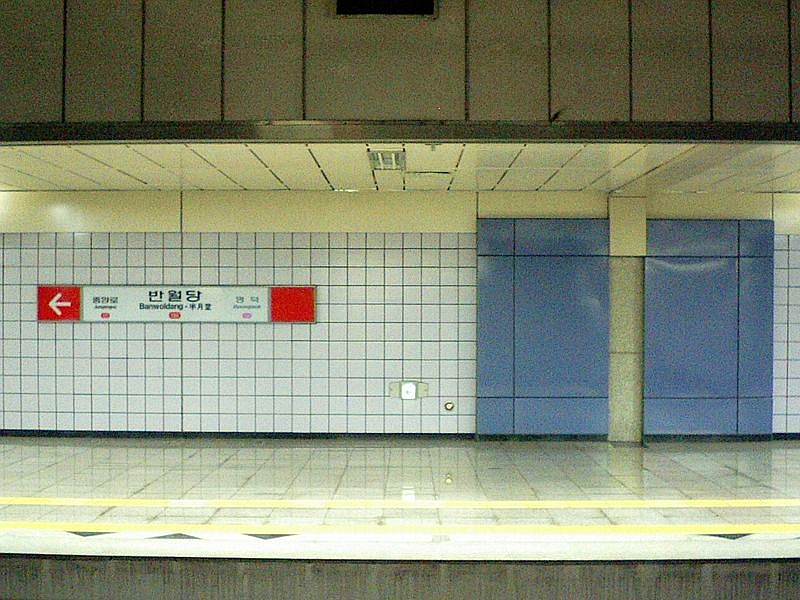
1호선 승강장(역명판 교체 전, 스크린도어 설치 전)
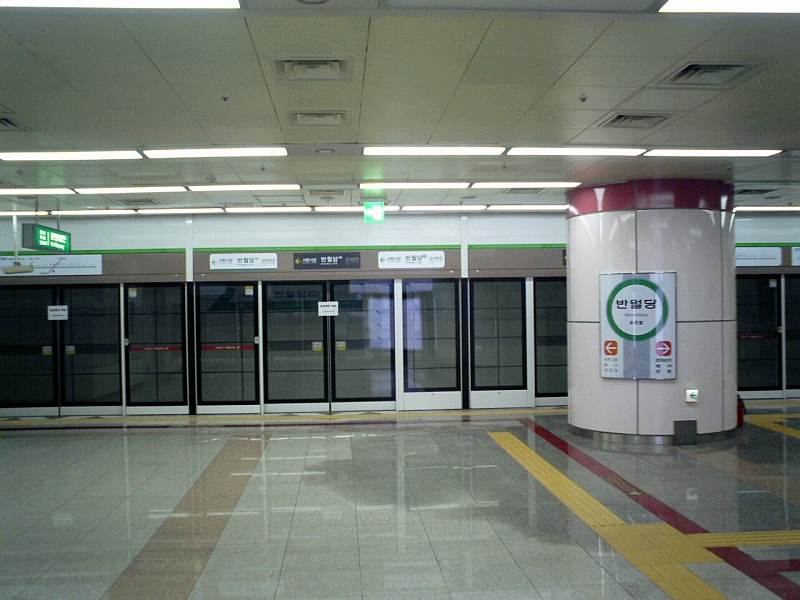
2호선 승강장(역명판 교체 전)
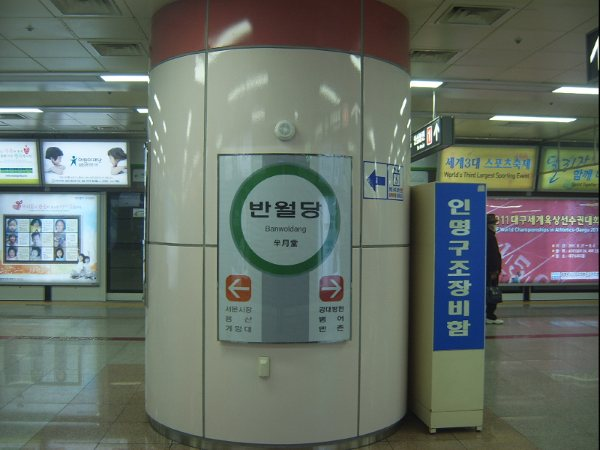
2호선 역명판(교체 전)
2호선 문양 방향 승강장(스크린도어 설치 전)
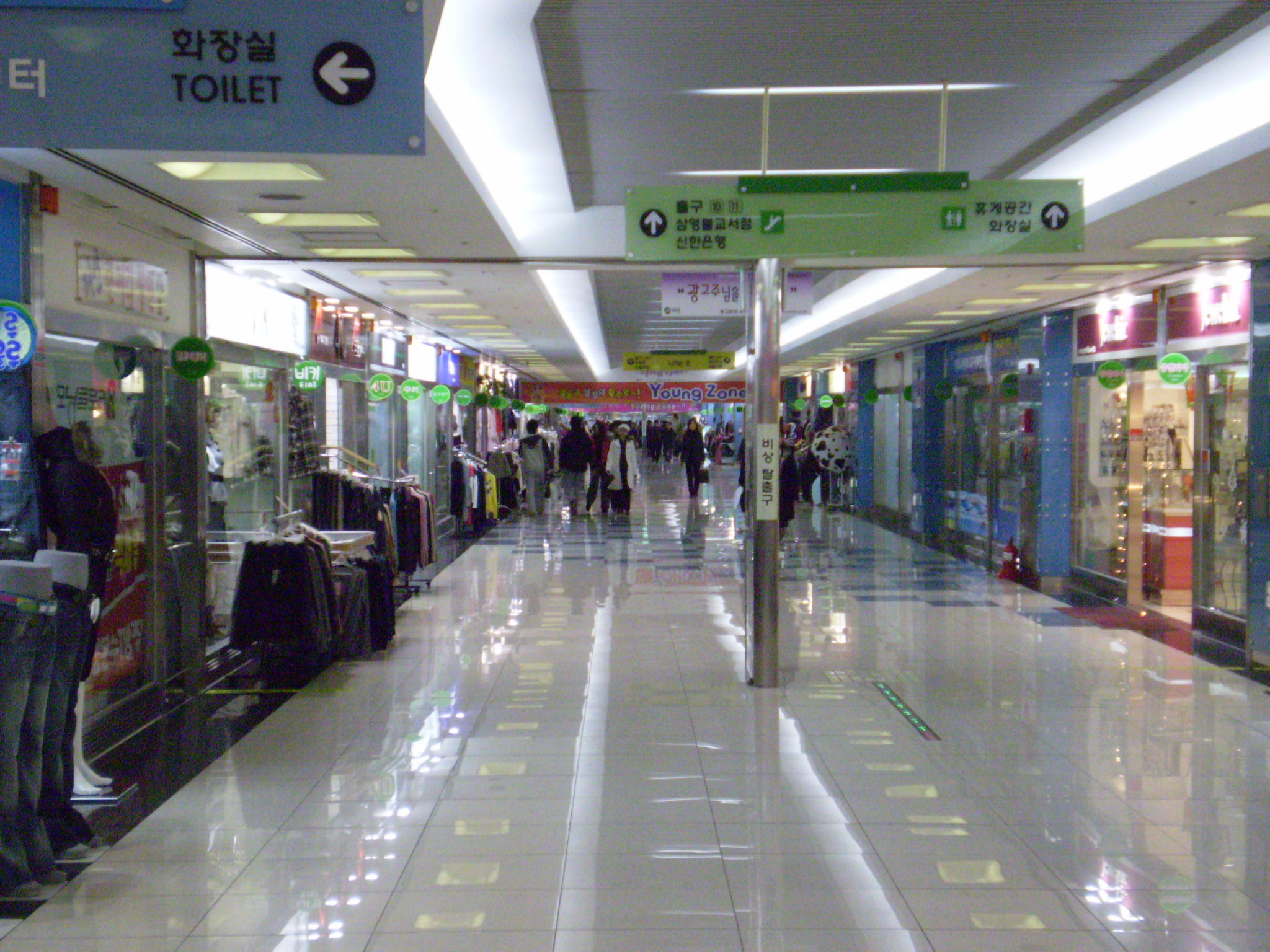
반월당 지하 쇼핑 (구 메트로센터)
반월당 지하 쇼핑 출입구 (구 메트로센터)
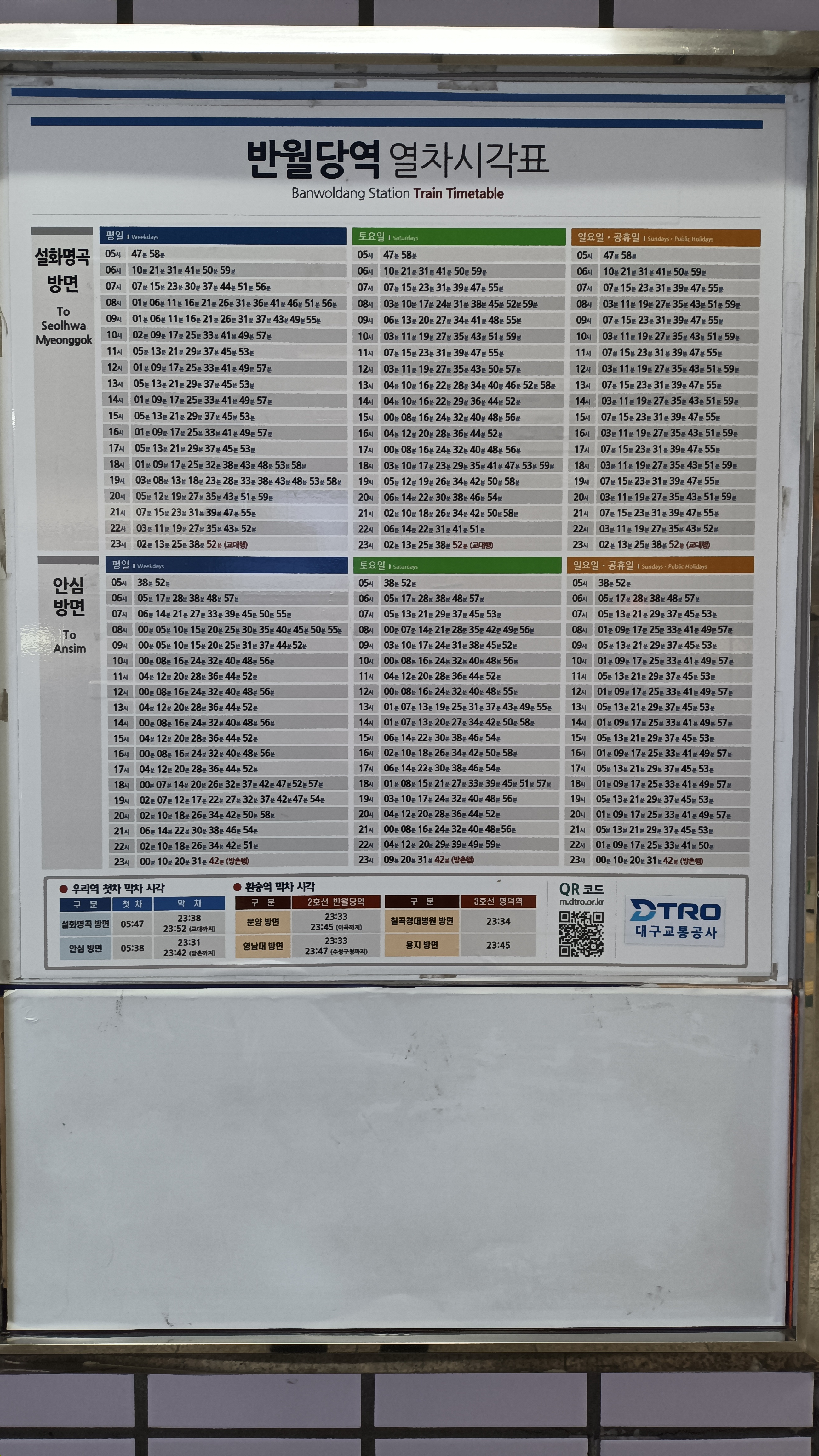
1호선 열차시각표
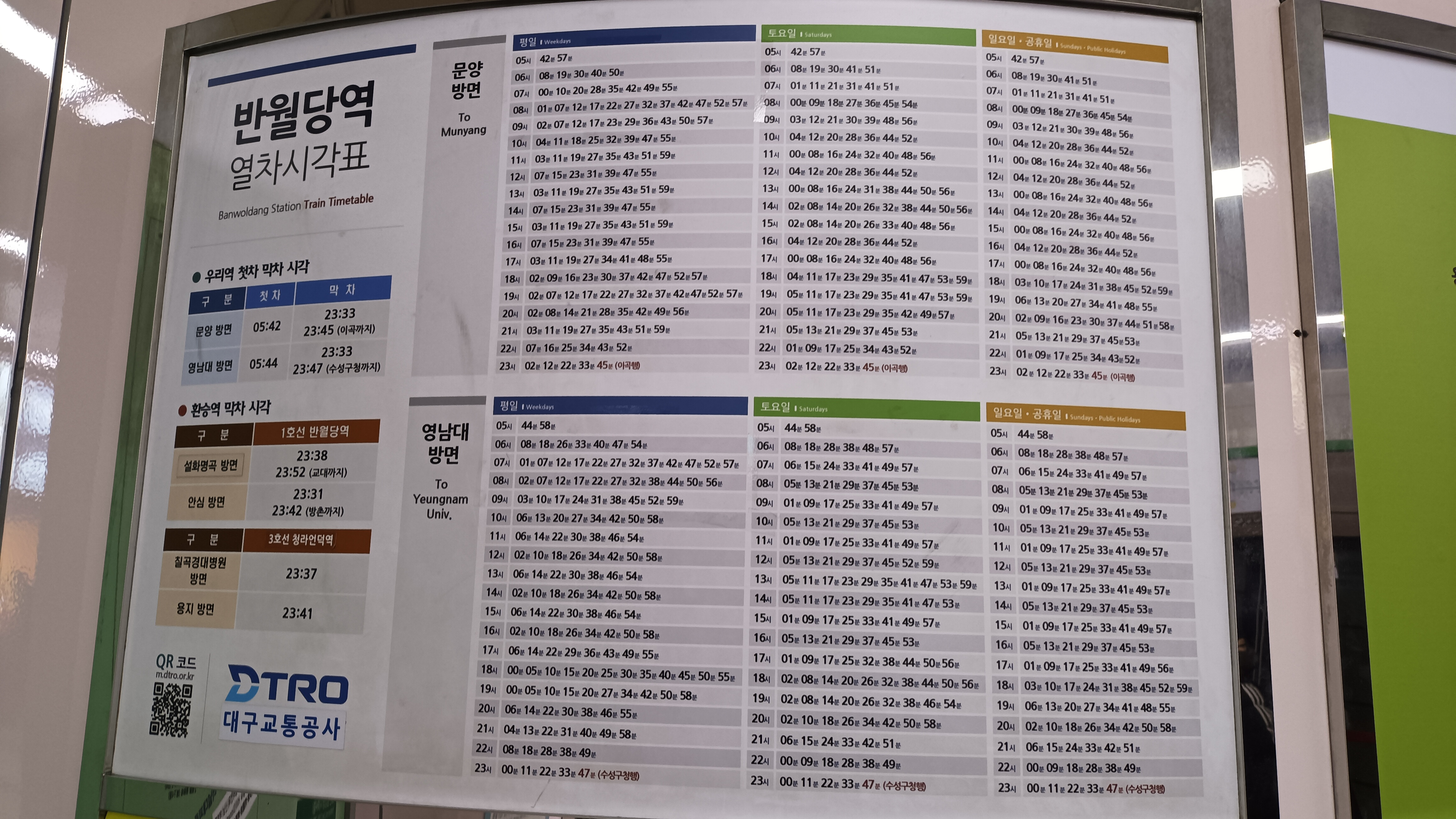
2호선 열차시각표

## 승차량 변동
1호선의 경우 중앙로역 화재로 인해 2003년 10월 20일까지 영업이 중단되었다. 1호선 측 출구는 중앙대로 남문시장 인근에 있어서 시내 중심권과 다소 거리가 멀기 때문에 이용률이 낮고, 환승 통로 중간에 있는 2호선 측 개찰구의 이용률이 높다. 2호선 반월당역은 현재 2호선의 역들 중 가장 이용객이 많다.
| 노선  | 승차 인원 | 승차 인원 | 승차 인원 | 승차 인원 | 승차 인원 | 승차 인원 | 승차 인원 | 승차 인원 | 승차 인원 | 주 석 |
| 노선  | 1997년    | 1998년    | 1999년    | 2000년    | 2001년    | 2002년    | 2003년    | 2004년    |           | 주 석 |
| ----- | --------- | --------- | --------- | --------- | --------- | --------- | --------- | --------- | --------- | ----- |
| 1호선 | 5,075     | 5,423     | 6,043     | 5,850     | 5,769     | 5,859     | 2,563     | 4,957     | [ 1 ]     |       |
| 2호선 | 미개통    | 미개통    | 미개통    | 미개통    | 미개통    | 미개통    | 미개통    | 미개통    | [ 1 ]     |       |
| 노선  | 2005년    | 2006년    | 2007년    | 2008년    | 2009년    | 2010년    | 2011년    | 2012년    |           |       |
| 1호선 | 5,918     | 4,935     | 4,696     | 4,816     | 4,918     | 5,321     | 5,977     | 6,689     | [ 1 ]     |       |
| 2호선 | 14,949    | 18,054    | 18,302    | 18,415    | 18,778    | 19,041    | 20,738    | 22,597    | [ 1 ]     |       |
| 노선  | 2013년    | 2014년    | 2015년    | 2016년    | 2017년    | 2018년    | 2019년    | 2020년    |           |       |
| 1호선 | 7,110     | 7,361     | 7,655     | 8,144     | 8,531     | 9,147     | 9,615     | 6,149     | [ 1 ]     |       |
| 2호선 | 24,897    | 25,311    | 25,787    | 26,665    | 26,396    | 26,615    | 27,035    | 16,632    | [ 1 ]     |       |

## 인접한 역
| 대구 도시철도 1호선    | 대구 도시철도 1호선   | 대구 도시철도 1호선      |
| ---------------------- | --------------------- | ------------------------ |
| 129 명덕 설화명곡 방면 | ● 대구 도시철도 1호선 | 131 중앙로 하양 방면     |
| 대구 도시철도 2호선    |                       |                          |
| 229 청라언덕 문양 방면 | ● 대구 도시철도 2호선 | 231 경대병원 영남대 방면 |